# Comocladia
Comocladia is een geslacht uit de pruikenboomfamilie (Anacardiaceae). De soorten uit het geslacht komen voor in Mexico, Centraal-Amerika en het Caraïbisch gebied.

## Soorten
- Comocladia cordata Britton
- Comocladia cuneata Britton
- Comocladia dentata Jacq.
- Comocladia dodonaea (L.) Britton
- Comocladia domingensis Britton
- Comocladia ebrenbergii Engl.
- Comocladia ekmaniana Helwig
- Comocladia gilgiana Helwig
- Comocladia glabra (Schult.) Spreng.
- Comocladia gracilis Helwig
- Comocladia grandidentata Britton
- Comocladia guatemalensis Donn.Sm.
- Comocladia hollickii Britton
- Comocladia intermedia C.Wright ex Engl.
- Comocladia jamaicensis Britton
- Comocladia macrophylla (Hook. & Arn.) L.Riley
- Comocladia mayana Atha, J.D.Mitch. & Pell
- Comocladia mollifolia Ekman & Helwig
- Comocladia mollissima Kunth
- Comocladia palmeri Rose
- Comocladia parvifoliola Britton
- Comocladia pinnatifolia L.
- Comocladia platyphylla A.Rich. ex Griseb.
- Comocladia pubescens Engl.
- Comocladia repanda S.F.Blake
- Comocladia undulata Urb.
- Comocladia velutina Britton

... · 
Anacardium · 
Bouea · 
Buchanania · 
Cotinus · 
Mangifera · 
Pistacia (Pistache) · 
Protorhus · 
Rhus · 
Schinus · 
Sclerocarya · 
Sorindeia · 
Spondias · 
Toxicodendron · 
...